# Qualificazioni al campionato mondiale di calcio 1998 - CONMEBOL
Sono elencate di seguito le date e i risultati della zona sudamericana (CONMEBOL) per le qualificazioni al mondiale di calcio del 1998.

## Formula
10 membri FIFA:
- il Brasile è qualificata direttamente alla fase finale in qualità di campione in carica;
- 9 squadre formano un girone unico con partite di andata e ritorno, le prime 4 classificate si qualificano alla fase finale.

## Classifica
| Pos. | Squadra   | Pt | G  | V | N | P  | GF | GS | DR  |
| ---- | --------- | -- | -- | - | - | -- | -- | -- | --- |
| 1.   | Argentina | 30 | 16 | 8 | 6 | 2  | 23 | 13 | +10 |
| 2.   | Paraguay  | 29 | 16 | 9 | 2 | 5  | 21 | 14 | +7  |
| 3.   | Colombia  | 28 | 16 | 8 | 4 | 4  | 23 | 15 | +8  |
| 4.   | Cile      | 25 | 16 | 7 | 4 | 5  | 32 | 18 | +14 |
| 5.   | Perù      | 25 | 16 | 7 | 4 | 5  | 19 | 20 | -1  |
| 6.   | Ecuador   | 21 | 16 | 6 | 3 | 7  | 22 | 21 | +1  |
| 7.   | Uruguay   | 21 | 16 | 6 | 3 | 7  | 18 | 21 | -3  |
| 8.   | Bolivia   | 17 | 16 | 4 | 5 | 7  | 18 | 21 | -3  |
| 9.   | Venezuela | 3  | 16 | 0 | 3 | 13 | 8  | 41 | -33 |

Legenda:

         Qualificato direttamente al campionato del mondo 1998.
Note:
Tre punti a vittoria, uno a pareggio, zero a sconfitta.
Argentina, Paraguay, Colombia e Cile qualificate alla fase finale.

### Risultati

#### 1ª giornata
| Arbitro: | Tejada |

|  |           |                     |
|  | Marcatori | 54’ Otero 71’ Poyet |

| Arbitro: | Matto |

|                                              |           |              |
| E. Hurtado 54’ 88’ M. Tenorio 65’ Gavica 78’ | Marcatori | 62’ Palacios |

| Arbitro: | Castrilli |

|              |           |  |
| Asprilla 53’ | Marcatori |  |

| Arbitro: | Sánchez |

|                             |           |                |
| Ortega 8’ 18’ Batistuta 49’ | Marcatori | 42’ Baldivieso |

#### 2ª giornata
| Arbitro: | Pérez |

|                            |           |  |
| Montaño 51’ E. Hurtado 89’ | Marcatori |  |

| Arbitro: | Rezende |

|  |           |                       |
|  | Marcatori | 10’ Arce 88’ A. Rojas |

| Arbitro: | Rodas |

|             |           |                 |
| Reynoso 47’ | Marcatori | 60’ Aristizábal |

| Arbitro: | González |

|           |           |            |
| Guerra 8’ | Marcatori | 89’ Margas |

#### 3ª giornata
| Arbitro: | Cerdeira |

|                                      |           |              |
| Zamorano 25’ 86’ Salas 75’ Estay 83’ | Marcatori | 73’ Aguinaga |

| Arbitro: | Ruscio |

|                                         |           |            |
| Asprilla 7’ Valderrama 20’ De Ávila 78’ | Marcatori | 57’ Cedrés |

| Lima 7 luglio 1996 | Perù     | 0 – 0 referto | Argentina | Estadio Nacional (43.675 spett.)\| Arbitro: \| Mendonça \| |
| Arbitro:           | Mendonça |               |           |                                                            |

| Arbitro: | Da Rosa |

|                                                                            |           |               |
| Sandy 4’ Etcheverry 41’ Baldivieso 61’ Coimbra 67’ Suárez 78’ Paniagua 85’ | Marcatori | 65’ Tortolero |

#### 4ª giornata
| Arbitro: | Robles |

|             |           |  |
| Aguinaga 4’ | Marcatori |  |

| La Paz 1º settembre 1996 | Bolivia   | 0 – 0 referto | Perù | Estadio Hernando Siles (48.304 spett.)\| Arbitro: \| Velásquez \| |
| Arbitro:                 | Velásquez |               |      |                                                                   |

| Arbitro: | Dos Santos |

|                                  |           |                     |
| Asprilla 3’ 31’ 47’ Bermúdez 43’ | Marcatori | 56’ (rig.) Zamorano |

| Arbitro: | Pereira da Silva |

|               |           |               |
| Batistuta 27’ | Marcatori | 42’ Chilavert |

#### 5ª giornata
| Arbitro: | Borgosano |

|                    |           |  |
| J. Peña 64’ (aut.) | Marcatori |  |

| Arbitro: | Elizondo |

|  |           |              |
|  | Marcatori | 72’ Asprilla |

| Arbitro: | Dluzniewski |

|                         |           |                                                           |
| Savarese 7’ Dudamel 87’ | Marcatori | 35’ Ortega 68’ Sorín 77’ Simeone 86’ Morales 90’ Albornoz |

| Arbitro: | Ruiz |

|                          |           |            |
| Gamarra 24’ Rivarola 63’ | Marcatori | 22’ Margas |

#### 6ª giornata
| Arbitro: | Arana |

|                      |           |                             |
| Sandy 15’ Moreno 44’ | Marcatori | 40’ (rig.) Serna 54’ Rincón |

| Arbitro: | Ortubé |

|                                         |           |          |
| Reynoso 4’ Julinho 21’ Palacios 49’ 83’ | Marcatori | 78’ Díaz |

| Arbitro: | Giménez |

|             |           |  |
| Benítez 24’ | Marcatori |  |

| Arbitro: | Guevara |

|           |           |  |
| Salas 60’ | Marcatori |  |

#### 7ª giornata
| La Paz 15 dicembre 1996 | Bolivia | 0 – 0 referto | Paraguay | Estadio Hernando Siles (41.076 spett.)\| Arbitro: \| Nieves \| |
| Arbitro:                | Nieves  |               |          |                                                                |

| Arbitro: | Gamboa |

|  |           |                            |
|  | Marcatori | 7’ Bermúdez 50’ Valenciano |

| Arbitro: | Aquino |

|                      |           |             |
| Batistuta 76’ (rig.) | Marcatori | 52’ Cornejo |

| Arbitro: | Russi |

|                           |           |  |
| Montero 2’ Bengoechea 38’ | Marcatori |  |

#### 8ª giornata
| Arbitro: | Sánchez |

|  |           |                       |
|  | Marcatori | 6’ Benítez 62’ Enciso |

| Arbitro: | Ruiz |

|                          |           |  |
| Moreno 7’ Etcheverry 12’ | Marcatori |  |

| Arbitro: | Da Rosa |

|                          |           |              |
| Maestri 15’ Palacios 34’ | Marcatori | 88’ Zamorano |

| Montevideo 12 gennaio 1997 | Uruguay | 0 – 0 referto | Argentina | Estadio Centenario (62.000 spett.)\| Arbitro: \| Rezende \| |
| Arbitro:                   | Rezende |               |           |                                                             |

#### 9ª giornata
| Arbitro: | Castrilli |

|                                       |           |  |
| Aguinaga 6’ Delgado 68’ 76’ Chalá 87’ | Marcatori |  |

| Arbitro: | Tejada |

|           |           |              |
| Soria 28’ | Marcatori | 44’ González |

| Arbitro: | Pereira |

|  |           |              |
|  | Marcatori | 10’ C. López |

| Arbitro: | Sánchez |

|                        |           |            |
| Rivarola 12’ Rojas 40’ | Marcatori | 33’ Pereda |

#### 10ª giornata
| Arbitro: | Dos Santos |

|                         |           |                     |
| Sandy 8’ Ochoaizpur 48’ | Marcatori | 41’ (rig.) Gorosito |

| Arbitro: | Mendonça |

|                            |           |           |
| Galeano 7’ (aut.) Soto 82’ | Marcatori | 80’ Serna |

| Arbitro: | Ortubé |

|                                         |           |               |
| De los Santos 29’ Montero 46’ Otero 59’ | Marcatori | 55’ Castellín |

| Arbitro: | Toro |

|              |           |              |
| Palacios 58’ | Marcatori | 78’ Aguinaga |

#### 11ª giornata
| Arbitro: | Brizio Carter |

|                                        |           |  |
| Zamorano 19’ 27’ 32’ 47’ 85’ Reyes 66’ | Marcatori |  |

| Arbitro: | Benegas |

|                       |           |              |
| Ortega 18’ Crespo 30’ | Marcatori | 73’ Aguinaga |

| Arbitro: | Pereira |

|                                       |           |           |
| Rojas 37’ Cardozo 73’ Soto 83’ (rig.) | Marcatori | 87’ Silva |

| Arbitro: | Rezende |

|  |           |            |
|  | Marcatori | 62’ Pereda |

#### 12ª giornata
| Arbitro: | Archundia |

|              |           |           |
| Graziani 43’ | Marcatori | 53’ Salas |

| Arbitro: | Cerdeira |

|                        |           |  |
| Crespo 44’ Simeone 46’ | Marcatori |  |

| Arbitro: | Mourão |

|          |           |            |
| Silva 6’ | Marcatori | 47’ Ricard |

| Arbitro: | Paneso |

|              |           |              |
| Savarese 70’ | Marcatori | 80’ Castillo |

#### 13ª giornata
| Arbitro: | Borgosano |

|                                       |           |            |
| Salas 16’ 26’ 41’ Zamorano 90’ (rig.) | Marcatori | 52’ Ricard |

| Arbitro: | Rezende |

|           |           |                        |
| Acuña 59’ | Marcatori | 30’ Gallardo 41’ Verón |

| Arbitro: | Mendonça |

|                   |           |               |
| Carty 9’ Soto 53’ | Marcatori | 56’ Cristaldo |

| Arbitro: | Angeles |

|             |           |                |
| Miranda 75’ | Marcatori | 55’ I. Hurtado |

#### 14ª giornata
| Arbitro: | Medonça |

|                    |           |  |
| Crespo 31’ Paz 58’ | Marcatori |  |

| Arbitro: | Brizio Carter |

|                |           |  |
| Etcheverry 75’ | Marcatori |  |

| Arbitro: | Rezende |

|              |           |  |
| De Ávila 87’ | Marcatori |  |

| Arbitro: | Torrealba |

|                        |           |              |
| Zamorano 9’ (rig.) 51’ | Marcatori | 61’ Brizuela |

#### 15ª giornata
| Arbitro: | Cerdeira |

|                                         |           |  |
| De Ávila 1’ Valderrama 30’ Asprilla 76’ | Marcatori |  |

| Arbitro: | Badilla |

|                           |           |         |
| Aguinaga 54’ Graziani 77’ | Marcatori | 5’ Báez |

| Arbitro: | Pereira |

|           |           |  |
| Otero 20’ | Marcatori |  |

| Arbitro: | Prendergast |

|  |           |                                     |
|  | Marcatori | 14’ Marengo 56’ Julinho 82’ Maestri |

#### 16ª giornata
| Arbitro: | Mourão |

|           |           |                        |
| Salas 34’ | Marcatori | 25’ Gallardo 86’ López |

| Arbitro: | Pimentel |

|             |           |  |
| Cabrera 68’ | Marcatori |  |

| Arbitro: | Archundia |

|                         |           |            |
| Benítez 26’ Gamarra 37’ | Marcatori | 58’ Suárez |

| Arbitro: | Baharmast |

|                        |           |            |
| Palacios 57’ Carty 60’ | Marcatori | 44’ Recoba |

#### 17ª giornata
| Buenos Aires 12 ottobre 1997 | Argentina | 0 – 0 referto | Uruguay | Estadio Monumental (52.000 spett.)\| Arbitro: \| Cerdeira \| |
| Arbitro:                     | Cerdeira  |               |         |                                                              |

| Arbitro: | Rezende |

|                             |           |  |
| Salas 14’ 83’ 88’ Reyes 59’ | Marcatori |  |

| Arbitro: | Baharmast |

|            |           |  |
| Torres 69’ | Marcatori |  |

| Arbitro: | Brizio Carter |

|              |           |  |
| Graziani 27’ | Marcatori |  |

#### 18ª giornata
| Arbitro: | Rezende |

|             |           |                |
| Cáceres 69’ | Marcatori | 10’ Valderrama |

| Arbitro: | Marrufo |

|                                             |           |                     |
| Saralegui 3’ 12’ Abreu 48’ 52’ Aguilera 63’ | Marcatori | 2’ 59’ 68’ Graziani |

| Arbitro: | Mourão |

|          |           |  |
| Soto 36’ | Marcatori |  |

| Arbitro: | Mendonça |

|                                   |           |  |
| Barrera 24’ Salas 31’ Carreño 85’ | Marcatori |  |

## Statistiche

### Primati
- Maggior numero di vittorie: Paraguay (4)
- Minor numero di sconfitte: Argentina (2)
- Miglior attacco: Cile (32 reti fatte)
- Miglior difesa: Argentina (13 reti subite)
- Miglior differenza reti: Cile (+14)
- Maggior numero di pareggi: Argentina (6)
- Minor numero di vittorie: Venezuela (0)
- Maggior numero di sconfitte: Venezuela (13)
- Peggiore attacco: Venezuela (8 reti fatte)
- Peggior difesa: Venezuela (41 reti subite)
- Peggior differenza reti: Venezuela (-33)
- Partita con più reti: Uruguay-Ecuador 5-3

### Classifica marcatori
12 gol
- Iván Zamorano

11 gol
- Marcelo Salas

7 gol
- Faustino Asprilla

6 gol
- Álex Aguinaga
- Ariel Graziani
- Roberto Palacios

4 gol
- Ariel Ortega
- Eduardo Hurtado

3 gol
- Gabriel Batistuta
- Hernán Crespo
- Marco Etcheverry
- Marco Sandy
- Antony de Ávila
- Carlos Valderrama
- Miguel Ángel Benítez
- Arístides Rojas
- Marcelo Otero

2 gol
- Marcelo Gallardo
- Claudio López
- Diego Simeone
- Julio César Baldivieso
- Jaime Moreno
- Berthy Suárez
- Javier Margas
- Pedro Reyes
- Jorge Bermúdez
- Hamilton Ricard
- Mauricio Serna
- Agustín Delgado

2 gol (cont.)
- Carlos Gamarra
- Catalino Rivarola
- Derlis Soto
- Julinho
- Germán Carty
- Flavio Maestri
- Juan Reynoso
- Jorge Soto
- Sebastián Abreu
- Paolo Montero
- Marcelo Saralegui
- Darío Silva
- Giovanni Savarese

1 gol
- José Albornoz
- Fernando Cáceres
- Néstor Gorosito
- Hugo Morales
- Pablo Paz
- Juan Pablo Sorín
- Juan Sebastián Verón
- Ramiro Castillo
- Milton Coimbra
- Luis Cristaldo
- Fernando Ochoaizpur
- Roly Paniagua
- Vladimir Soria
- Rodrigo Barrera
- Juan Carreño
- Fernando Cornejo
- Fabián Estay
- Pedro González
- Víctor Aristizábal
- Wilmer Cabrera
- Freddy Rincón
- Iván Valenciano

1 gol (cont.)
- Cléber Chalá
- José Gavica
- Iván Hurtado
- Alberto Montaño
- Máximo Tenorio
- Roberto Acuña
- Francisco Arce
- Richart Báez
- Hugo Brizuela
- José Cardozo
- José Luis Chilavert
- Julio César Enciso
- Félix Torres
- Manuel Marengo
- Carlos Aguilera
- Pablo Bengoechea
- Gabriel Cedrés
- Gonzalo de los Santos
- Gustavo Poyet
- Álvaro Recoba
- Rafael Castellín
- Gerson Díaz
- Rafael Dudamel
- Diony Guerra
- Gabriel Miranda
- Edson Tortolero

Autogol
- Juan Manuel Peña (pro Uruguay)
- Hugo Galeano (pro Paraguay)